# Phyllodromica hungarica
Phyllodromica hungarica är en kackerlacksart som beskrevs av Vidlicka 1993. Phyllodromica hungarica ingår i släktet Phyllodromica och familjen småkackerlackor.
Artens utbredningsområde är Spanien. Inga underarter finns listade i Catalogue of Life.